# Libros del Zorzal
Libros del Zorzal es una editorial argentina. Fue fundada en el año 2000 por los hermanos Octavio y Leopoldo Kulesz.
Comenzó sus actividades con el libro Leyendo a Euclides, del gran matemático italiano Beppo Levi. Tras agotar tres ediciones, Libros del Zorzal pasó a incorporar en su catálogo a autores de gran renombre nacional e internacional, como Pierre Bourdieu, Silvia Bleichmar, Ivonne Bordelois y Primo Levi.
A fines de 2006, Libros del Zorzal lleva publicados más de 120 títulos que llegan a todos los países de América Latina, España y Estados Unidos. Algunos de sus autores han sido traducidos al francés, al italiano y al portugués.
En febrero de 2006, su editor Octavio Kulesz fue seleccionado finalista del International Young Publisher of the Year Award (un concurso patrocinado por el British Council y la Feria del Libro de Londres), junto con otros 8 editores jóvenes de todo el mundo.